# لاکهید آلتایر
لاکهید آلتایر (به انگلیسی: Lockheed Altair) یک هواگرد ساختِ کارخانهٔ لاکهید کورپوریشن در کشور ایالات متحده آمریکا است. این هواگرد برای نخستین بار در ۱ سپتامبر ۱۹۳۰ میلادی مورد استفاده قرار گرفت.